# Oberleitungsbus Berlin (1951–1973)
Der von 1951 bis 1973 bestehende Oberleitungsbus Berlin war das umfangreichste Oberleitungsbus-System in Berlin. Es umfasste bis zu vier Linien, die in den im Ostteil gelegenen Stadtbezirken Mitte, Friedrichshain, Prenzlauer Berg und Lichtenberg verkehrten. Zuständiges Verkehrsunternehmen waren die Berliner Verkehrs-Betriebe (BVG-Ost), ab 1969 mit BVB abgekürzt. Bis 1972 war der Obus dabei dem Betriebsteil Straßenbahn zugeordnet, in den letzten Monaten seines Bestehens gehörte er dann zum Betriebsteil Omnibus.

## Geschichte
Die BVG-Ost eröffnete nach dreimonatiger Bauzeit am 1. August 1951 anlässlich der III. Weltfestspiele der Jugend und Studenten die erste Obus-Linie Ost-Berlins. Die Linie O40 ersetzte in ihrem Verlauf vom Ostbahnhof zum Robert-Koch-Platz nahe dem Walter-Ulbricht-Stadion die nach dem Zweiten Weltkrieg eingerichtete Omnibuslinie A40. Die Strecke entsprach in weiten Teilen der ehemaligen Streckenführung der Straßenbahnlinie 1.

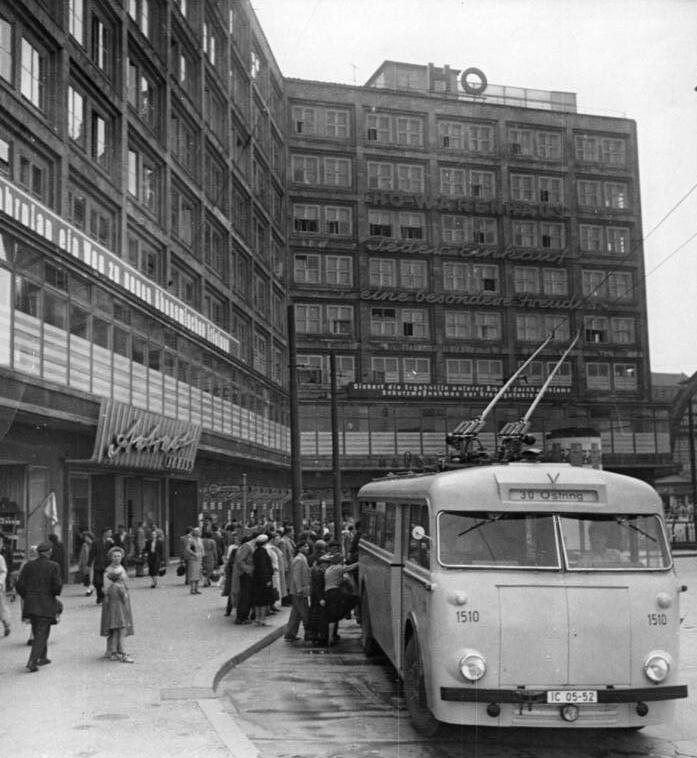
Triebwagen 1510 vom Typ W602 vor dem Alexanderhaus am Alexanderplatz, 1956

Als zweite Linie entstand zwischen Januar 1953 und April 1954 die O30, die die zuvor verkehrenden Straßenbahnlinien 14 (Bersarinplatz – Loeperplatz) und 65 (Spittelmarkt – Loeperplatz) ersetzte. Der erste Abschnitt ging als Linie O14 am 15. Januar 1953 zwischen Loeperplatz und Bahnhof Lichtenberg in Betrieb. Am 27. März erhielt die Linie die Nummer O30 und wurde zum Ostbahnhof verlängert. Am 2. September 1953 folgte die Verlängerung zur Kreuzung Grunerstraße Ecke Klosterstraße. Mit der Verlängerung über Alexanderplatz, Greifswalder Straße, Dimitroffstraße, Leninallee und dem Forckenbeckplatz zum Loeperplatz am 29. April 1954 wurde die Linie zum Ostring geschlossen. Die Endhaltestelle der Linie befand sich in beiden Fahrtrichtungen in der Klosterstraße, wo die Fahrgäste in den dort wartenden Wagen umsteigen mussten.
Die nächste Umstellung erfolgte am 1. November 1956 und betraf die Omnibuslinien A41 (Leninallee Ecke Dimitroffstraße – Bürknersfelde) und A37 (Bf Lichtenberg – Marzahn, Kirche), wobei letztere bis Bürknersfelde verlängert wurde, sodass eine durchgehende Strecke entstand. Für Betriebsfahrten richtete die BVG eine einspurige Fahrleitung in der Siegfriedstraße zwischen Herzbergstraße und Landsberger Chaussee ein. Das Obusnetz erreichte mit 45,5 Kilometern Streckenlänge damit seine größte Ausdehnung. Beide Linien wurden am 1. August 1960 zu einer durchgehenden Linie O37 vereint.
Die Linie O37 passierte in ihrem Verlauf insgesamt vier Bahnübergänge. Von der Leninallee aus kommend, überquerte sie zunächst die Industriebahn Tegel–Friedrichsfelde und den Berliner Außenring sowie hinter Bürknersfelde die Wriezener Bahn. Der vierte Übergang lag an der Oberfeldstraße in Biesdorf und führte über die Ostbahn. An den Endpunkten war die Strecke mit dem übrigen Netz verbunden. Im Nachtverkehr fuhr die Linie abweichend über die Betriebsstrecke in der Siegfriedstraße als Ringlinie.

Triebwagen 1503 (LOWA W601) mit Beiwagen auf der Linie O37 am Bahnhof Lichtenberg, 1959

Der Ostring erhielt im Zuge der Umgestaltung der Dimitroffstraße 1958 eine neue Linienführung über die parallel verlaufenden Verkehrswege Thorner Straße und Kurische Straße (beide heute Conrad-Blenkle-Straße). Die Linie wurde während dieser Maßnahme vorübergehend zwischen Klosterstraße und Leninallee Ecke Dimitroffstraße unterbrochen.
Die BVG beabsichtigte bis in die 1960er Jahre die Ausweitung des Betriebs auf den östlichen Teil des Stadtbezirks Lichtenberg sowie auf den Stadtbezirk Köpenick. Vorgesehen war die Umstellung der Straßenbahnlinien 83 (Bf Mahlsdorf – Wendenschloß) und 84 (Wasserwerk Friedrichshagen – Altglienicke) sowie der Omnibuslinien A27 (Bf Kaulsdorf – Müggelheim), A36 (Bf Grünau – Diepensee), A38 (Bf Grünau–Waltersdorf) und A44 (Bf Mahlsdorf – Hönow). Ferner sollten die Omnibuslinien A8 (U-Bf Friedrichsfelde – Waldesruh) und A43 (U-Bf Friedrichsfelde – Bürknersfelde) in die Pläne mit einbezogen werden. Während die Ausbaupläne für Köpenick bald wegen des schlechten Straßenzustandes und der erforderlichen Neubestellungen weiterer Fahrzeuge aufgegeben wurden, blieb die Umstellung der letztgenannten Linien bis Mitte der 1960er Jahre bestehen.
Die großflächige Umgestaltung der Ost-Berliner Innenstadt führte ab 1964 zur Verkürzung der Linie O30. Ab dem 25. Juni 1964 wurde die Linie zwischen Küstriner Platz und Klosterstraße unterbrochen, da in dem betroffenen Gebiet nördlich der Stadtbahn neben dem Bau von Wohnungen auch die Straßenführung verändert wurde. Die Linie O30 fuhr nun zum Ostbahnhof. Die Umgestaltung des Alexanderplatzes hatte die Stilllegung des Abschnittes zwischen Klosterstraße und Königstor am 27. September 1966 zur Folge. Ab 1. Oktober 1966 führte der Linienweg der O30 weiter bis zum Robert-Koch-Platz.

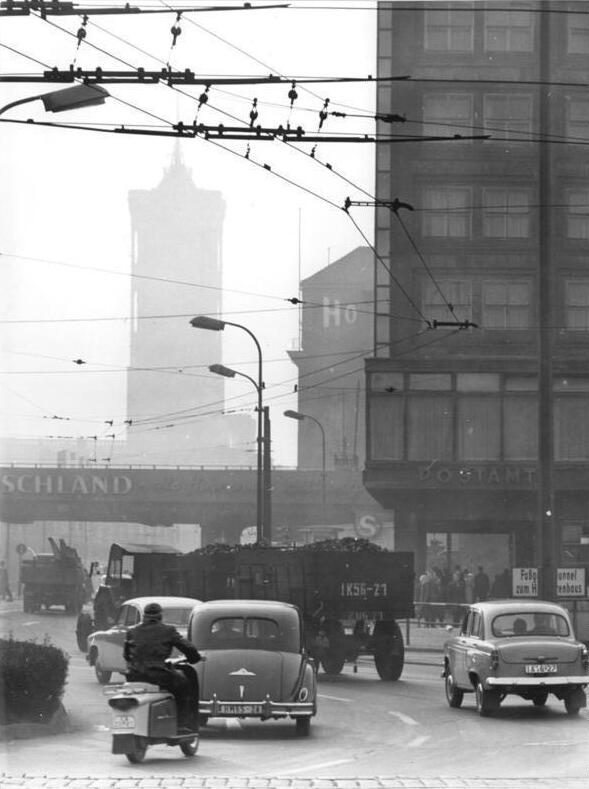
Fahrleitungen von Obus und Straßenbahn am Alexanderplatz, 1964

Die Grundsatzentscheidung, künftig in Ost-Berlin vorrangig Omnibusse des ungarischen Herstellers Ikarus einzusetzen, bedeutete die Stilllegung des Obus-Netzes. Am 1. Juli 1972 stellte die BVB den Abschnitt von Leninallee Ecke Dimitroffstraße bis Bürknersfelde wieder auf Omnibusbetrieb um. Es folgten die Einstellung der Linie O40 am 1. Dezember 1972 und die der Linie O30 Anfang 1973. Als letzte Linie fuhr der O37 bis zum 31. Januar 1973.

## Linienkennzeichnung
Die BVG-Ost verwendete für ihre Obuslinien eine eigene Kennzeichnung mit dem Kennbuchstaben ‚O‘ vor der Liniennummer, der jedoch nicht konsequent an den Fahrzeugen angeschrieben war, und grüner Farbe auf Netzplänen. Ferner waren die Haltestellen gesondert gekennzeichnet. Die Liniennetzpläne der BVG-West hingegen verzichteten auf eine Unterscheidung und stellten die Linien entsprechend in Violett mit Kennbuchstaben ‚A‘ dar.

## Fahrzeuge

Fahrplan der Linie O37

Für den Betrieb standen zunächst Trieb- und Beiwagen vom VVB LOWA zur Verfügung. Die Busanhänger sollen dabei teilweise auch im Omnibusverkehr eingesetzt worden sein.
Die ersten fünf Triebwagen waren Eindecker vom Typ W601, die bis 1965 liefen. Bei den bis 1956 gelieferten Eindeckern handelte es sich um Eindecker der Typen W602 und W602a. Die Anhänger des Typs W700 kamen ebenfalls von LOWA, die 40 Stück an die Hauptstadt der DDR lieferte. Im Jahr 1959 kamen je ein W602 und W602a sowie zwei W700 vom Oberleitungsbus Eberswalde hinzu.
Ein Einzelgänger blieb der Sattelzug vom Typ ES6. Dieser aus der Zugmaschine 2001 und dem Auflieger 201 bestehende Zug lehnte sich an den zur gleichen Zeit eingesetzten doppelstöckigen Sattelzugomnibusse des Typs DoSa an. Der ES6 lief vorwiegend auf der Linie O40 und wurde Mitte der 1960er Jahre ausgemustert.
Als Ersatz für die 1965 ausgemusterten W601 erhielt die BVG im gleichen Zeitraum sechs Škoda-Obusse des Typs 9Tr. 1966 kamen nochmals elf Triebwagen dieses Typs hinzu, die weitere ältere LOWA-Wagen ersetzten.
Im Jahr 1971 führte die BVB ein neues EDV-gerechtes Nummerierungsschema für ihren gesamten Fuhrpark ein, das für die Oberleitungsbusse 300er Nummern vorsah. Die noch vorhandenen LOWA-Triebwagen erhielten die Nummernreihe 301, die Škoda-Obusse die Nummernreihe 303, die Beiwagen die Nummernreihe 351.
Nach der Einstellung des Betriebs wurden die älteren LOWA-Wagen vermutlich allesamt ausgemustert und teilweise als Geräteschuppen und dergleichen verwendet. Die Škoda-Obusse kamen stattdessen beim Oberleitungsbus Eberswalde bzw. beim Oberleitungsbus Potsdam zum Einsatz.
Als historische Fahrzeuge bestehen der Triebwagen 1520 sowie der Beiwagen 120. Der Wagen 1520 war bis 1972 im Einsatz und diente danach bis 1989 als Hühnerstall in Birkholzaue. Der Beiwagen 120 diente nach seiner Ausmusterung bis 1988 als Lagerraum einer Wäscherei in Berlin-Malchow.

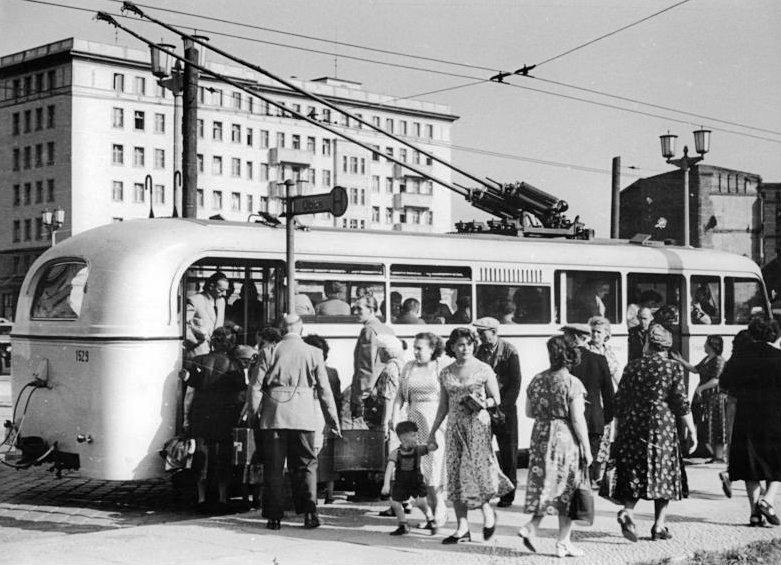
Triebwagen 1529 (LOWA W602a) in der Fruchtstraße, 1954
Sattelzug 2001+201 (LOWA ES6) am Robert-Koch-Platz, 1961
Beiwagen 101 (LOWA W700) am Ostbahnhof, 1970
Triebwagen 303 007 (ex 1107) am Ostbahnhof, 1971

| Baujahre  | Hersteller | Typ   | Anzahl | Nummern   | EDV-Nummern       | Bemerkungen                                                                             |
| --------- | ---------- | ----- | ------ | --------- | ----------------- | --------------------------------------------------------------------------------------- |
| 1951      | LOWA, LEW  | W601  | 5      | 1501–1505 | –                 | 1965 ausgemustert                                                                       |
| 1952–1954 | LOWA       | W602  | 24     | 1506–1529 | 301 001– 301 021– | 1506, 1509, 1521 vor 1971 ausgemustert; 1520 historisches Fahrzeug                      |
| 1955      | LOWA, LEW  | ES6   | 1      | 2001/201  | –                 | Doppeldeck-Sattelzug, 1967 ausgemustert                                                 |
| 1956      | LOWA       | W602a | 17     | 1530–1546 | 301 022– 301 037– | 1533 vor 1971 ausgemustert                                                              |
| 1956      | LOWA       | W602a | 1      | 1547      | –                 | 1959 ex Eberswalde 4III, 1971 ausgemustert                                              |
| 1952      | LOWA       | W602  | 1      | 1548      | 301 038–          | 1959 ex Eberswalde 9II, 1973 ausgemustert                                               |
| 1964–1966 | Škoda      | 9Tr   | 17     | 1101–1117 | 303 001– 303 017– | 303 003, 016 nach Eberswalde 28, 29                                                     |
|           |            |       |        |           |                   |                                                                                         |
|           | LOWA       | W700  | 40     | 101–140   | 351 001– 351 039– | 140 vor 1971 ausgemustert; 120 historisches Fahrzeug, 129 zur Aufarbeitung hinterstellt |
| 1951      | LOWA       | W700  | 2      | 141–142   | 351 040– 351 041– | 1956 ex Eberswalde VII, VIII                                                            |

## Betriebshof
Die Fahrzeuge waren im Betriebshof Lichtenberg untergestellt, der davor ausschließlich der Straßenbahn diente. Nach der Aufgabe des Obusbetriebs nutzten die BVB den Hof für ihre Omnibusse. Bis zur Einrichtung der Linie O30 mussten die Wagen der Linie O40 mittels Schlepper zum Betriebshof überführt werden, da noch keine Fahrleitungen zum Betriebshof bestanden.
Bei Umsetzung der Obusplanungen für den Stadtbezirk Köpenick wäre ein zweiter Betriebshof in der Wendenschloßstraße Ecke Dregerhoffstraße nahe dem Betriebshof Köpenick der Straßenbahn gebaut worden. Noch während der Planungsphase kündigte ein Plakat auf dem vorgesehenen Grundstück die Umsetzung des Vorhabens ab 1959 an.